# کالوی سورسا
کالوی سورسا (انگلیسی: Kalevi Sorsa؛ متولد ۲۱ دسامبر ۱۹۳۰ – فوت: ۱۶ ژانویهٔ ۲۰۰۴) یک سیاست‌مدار اهل فنلاند بود.